# Aristaeus (filosoof)
Aristaeus was een Grieks pythagoreïsch filosoof die leefde in Tarentum in de 6e eeuw v.Chr. 
Volgens Iamblichos, in diens Leven van Pythagoras, was Aristaeus, zoon van Damophon van Croton, de opvolger van Pythagoras als hoofd van de Pythagoreïsche School. Hij zou ook getrouwd zijn met Pythagoras' vrouw Theano, die zelf ook een vaardig filosofe, wiskundige en vermoedelijk ook arts was. Daarnaast zou Aristaeus ook ingestaan hebben voor de opvoeding en opleiding van de kinderen van Pythagoras. Naar het einde van zijn leven toe zou Aristaeus uiteindelijk het leiderschap over de Pythagoreïsche school hebben doorgegeven aan Mnesarchos, de zoon van Pythagoras. 
Andere tradities spreken dit verhaal echter tegen en stellen dat Theano de opvolgster was van Pythagoras. Theano zou volgens sommige bronnen ook weleens de dochter en niet de vrouw van Pythagoras geweest kunnen zijn. Zij zou drie dochters (Damo, Myria en Arignote) gehad hebben die samen met haar de Pythagoreïsche School geleid hebben en de leer van Pythagoras hebben uitgedragen naar het griekse moederland en de Egyptische wereld. 